# Vasine Laze
Vasine Laze su naselje u Republici Hrvatskoj u Požeško-slavonskoj županiji, u sastavu grada Požege.

## Zemljopis
Vasine Laze smještene su oko 6 km južno od Požege na Požeškoj gori. Susjedno naselje su Ćosine Laze na putu prema Požegi.

## Stanovništvo
Prema popisu stanovništva iz 2011. godine Vasine Laze su imale 29 stanovnika.
| broj stanovnika |       |       |       |       |       |       |       | 154   | 116   | 126   | 112   | 77    | 56    | 34    | 24    | 29    | 20    |
|                 | 1857. | 1869. | 1880. | 1890. | 1900. | 1910. | 1921. | 1931. | 1948. | 1953. | 1961. | 1971. | 1981. | 1991. | 2001. | 2011. | 2021. |